# باشگاه فوتبال روخ خوژوف
باشگاه فوتبال روخ خوژوف (به لهستانی: Ruch Chorzów) باشگاه فوتبال لهستانی است که در شهر خوژوف قرار دارد و هم‌اکنون در لیگ برتر فوتبال لهستان بازی می‌کند.
این باشگاه در تاریخ ۲۰ آوریل ۱۹۲۰ تأسیس شده‌است.

## افتخارات
- لیگ برتر فوتبال لهستان
  - قهرمانی (۱۴): ۱۹۳۳، ۱۹۳۴، ۱۹۳۵، ۱۹۳۶، ۱۹۳۸، ۱۹۵۱، ۱۹۵۲، ۱۹۵۳، ۱۹۶۰، ۱۹۶۸، ۱۹۷۴، ۱۹۷۵، ۱۹۷۹، ۱۹۸۹
- جام حذفی فوتبال لهستان
  - قهرمانی (۳): ۱۹۵۱، ۱۹۷۴، ۱۹۹۶
  - نایب قهرمانی (۶): ۱۹۶۳، ۱۹۶۸، ۱۹۷۰، ۱۹۹۳، ۲۰۰۹، ۲۰۱۲
- سوپر جام فوتبال لهستان
  - نایب قهرمانی (۲): ۱۹۸۹، ۱۹۹۶
- جام اینترتوتو
  - نایب قهرمانی (۱): ۱۹۹۸